# Tour du Centenaire
La Tour du Centenaire est un immeuble d'habitation situé dans la ville de Chambéry en Savoie, dans la région Auvergne-Rhône-Alpes.

## Description
La tour s'élève à une hauteur de 76 mètres pour un total de 27 niveaux dont un rez-de-chaussée bas, un entre-sol bas, un rez-de-chaussée haut, un entre-sol haut, 21 étages standards composés d'appartements, un attique et un étage technique.
Cette tour a été nommée tour du centenaire en l'honneur du centième anniversaire du rattachement de la Savoie à la France en 1860.

## Incendie du vendredi 7 janvier 2011
Le vendredi 7 janvier 2011, en début d'après-midi, un incendie se déclare au vingt-et-unième étage de la tour.
Les équipes des sapeurs-pompiers du groupement de Chambéry arrivent rapidement sur place, mais le feu s'avère hors de portée des moyens habituels d'intervention, contraignant les pompiers à attaquer l'incendie depuis l'intérieur.
Bien que la tour ait été construite avant 1977, année où une nouvelle réglementation concernant les Immeubles de Grande Hauteur (IGH) a été mise en place, ses architectes en avaient anticipé les dispositions. De ce fait, l'immeuble répond aux normes de sécurité spécifiques aux IGH.
L'enquête ayant suivi l'incendie a déterminé que le feu est parti d'un canapé dans l'appartement de la jeune femme décédée. Concernant cette dernière, l'enquête a émis la thèse du suicide à la suite de sa chute du balcon de son appartement. Celle-ci aurait été aperçue assise sur la rambarde du balcon et ne semblait pas être menacée par les flammes selon des témoins.